# Завертная
Завертная — село в Советском районе Кировской области в составе Лесниковского сельского поселения. 

## География
Находится на расстоянии примерно 8 километров по прямой на запад-юго-запад от районного центра города Советск.

## История
Известно с 1701 года как починок на речке Завертной, в 1710 году отмечено 165 жителей (из дворцовых крестьян). В 1764 в деревне Завертной 289 жителей. В 1873 году  учтено было дворов 69 и жителей 794.  В 1905 отдельно отмечалось село Николаевское с 4 дворами и 16 жителями и деревня Завертная со 121 двором и 812 жителями. В 1926 учитывлась только деревня Завертная (135 хозяйств и 719 жителей), в 1950 145 хозяйств и 401 житель, в 1989 146 жителей.  Деревня с 1998 уже село. 

## Население
Постоянное население составляло 119 человек (русские 80%) в 2002 году, 79 в 2010.